# Pareuplexia rufistigma
Pareuplexia rufistigma là một loài bướm đêm trong họ Noctuidae.